# Јасен (Илирска Бистрица)
Јасен (словен. Jasen, итал. Iassena di Bisterza) је насељено место у општини Илирска Бистрица, Приморско-нотрањска регија, Словенија.

## Историја
До територијалне реорганизације у Словенији био је у саставу старе општине Илирска Бистрица.

## Становништво
У попису становништва из 2011. године, Јасен је имао 262 становника.
| Број становника према пописима | Број становника према пописима | Број становника према пописима |
| ------------------------------ | ------------------------------ | ------------------------------ |
| 1991                           | 2002                           | 2011                           |
| 271                            | 259                            | 262                            |